# Olympische Sommerspiele 2024/Schwimmen – 100 m Brust (Frauen)
Der Schwimmwettkampf über 100 Meter Brust der Frauen bei den Olympischen Spielen 2024 in Paris wurde am 28. und 29. Juli 2024 in der Paris La Défense Arena ausgetragen. Titelverteidigerin war die US-Amerikanerin Lydia Jacoby, die in Tokio im Alter von nur 17 Jahren ihre erste olympische Medaille gewann.

## Rekorde
Vor Beginn der Olympischen Spiele waren folgende Rekorde gültig:
| Weltrekord         | Lilly King          | 1:04,13 min | Budapest | 25. Juli 2017 |
| Olympischer Rekord | Tatjana Schoenmaker | 1:04,82 min | Tokio    | 25. Juli 2021 |

## Titelträgerinnen
| Olympische Spiele 2020       | Lydia Jacoby      | 1:04,95 min | Tokio             |
| Weltmeisterschaften 2024     | Tang Qianting     | 1:05,27 min | Doha              |
| Afrikaspiele 2023            | Simone Moll       | 1:09,50 min | Accra             |
| Panamerikanische Spiele 2023 | Rachel Nicol      | 1:07,28 min | Santiago de Chile |
| Asienspiele 2022             | Reona Aoki        | 1:06,81 min | Hangzhou          |
| Europameisterschaft 2022     | Benedetta Pilato  | 1:05,97 min | Rom               |
| Pazifikspiele 2023           | Kelera Mudunasoko | 1:13,01 min | Honiara           |

## Qualifikation
Als Olympische Normzeit (OQT) wurde eine Zeit von 1:06,79 Minuten festgelegt. Athletinnen, die diese Zeit im Qualifikationszeitraum (1. März 2023 bis 23. Juni 2024) erreichten, durften an den Start gehen. Die Anzahl der Athletinnen war auf maximal zwei pro NOK beschränkt. Darüber hinaus wurden weitere Plätze an Schwimmerinnen vergeben, die die Olympische Basiszeit (OCT) von 1:07,12 Minuten geschwommen waren (maximal eine Schwimmerin pro NOK). Über Universalstartplätze bestand eine weitere Chance für die Teilnahme, auch für Athletinnen die keine der beiden Normzeiten schwimmen konnten.

## Vorläufe
Die 16 schnellsten Athletinnen aus allen Läufen qualifizierten sich für das Halbfinale.
| Rang | Lauf | Bahn | Athletin              | Nation                         | Zeit        | Anmerkung |
| ---- | ---- | ---- | --------------------- | ------------------------------ | ----------- | --------- |
| 1    | 4    | 5    | Tatjana Smith         | Südafrika                      | 1:05,00 min | Q         |
| 2    | 5    | 4    | Tang Qianting         | China                          | 1:05,63 min | Q         |
| 3    | 5    | 3    | Mona McSharry         | Irland                         | 1:05,74 min | Q         |
| 4    | 4    | 6    | Satomi Suzuki         | Japan                          | 1:06,04 min | Q         |
| 5    | 3    | 4    | Lilly King            | Vereinigte Staaten             | 1:06,10 min | Q         |
| 6    | 5    | 5    | Benedetta Pilato      | Italien                        | 1:06,19 min | Q         |
| 7    | 3    | 2    | Anastasia Gorbenko    | Israel                         | 1:06,22 min | Q, WD 1   |
| 8    | 5    | 7    | Eneli Jefimova        | Estland                        | 1:06,24 min | Q         |
| 9    | 4    | 4    | Rūta Meilutytė        | Litauen                        | 1:06,34 min | Q         |
| 10   | 4    | 1    | Alina Smuschka        | Individuelle Neutrale Athleten | 1:06,37 min | Q         |
| 10   | 3    | 6    | Lisa Angiolini        | Italien                        | 1:06,27 min | Q         |
| 12   | 3    | 5    | Angharad Evans        | Großbritannien                 | 1:06,38 min | Q         |
| 13   | 5    | 6    | Sophie Hansson        | Schweden                       | 1:06,66 min | Q         |
| 14   | 4    | 3    | Tes Schouten          | Niederlande                    | 1:06,69 min | Q         |
| 15   | 5    | 2    | Kotryna Teterevkova   | Litauen                        | 1:06,76 min | Q         |
| 16   | 4    | 8    | Macarena Ceballos     | Argentinien                    | 1:06,89 min | Q         |
| 17   | 4    | 7    | Yang Chang            | China                          | 1:06,91 min | Q 1       |
| 18   | 5    | 8    | Sophie Angus          | Kanada                         | 1:06,93 min |           |
| 19   | 3    | 3    | Reona Aoki            | Japan                          | 1:06,98 min |           |
| 20   | 3    | 1    | Anna Elendt           | Deutschland                    | 1:07,00 min |           |
| 21   | 5    | 1    | Dominika Sztandera    | Polen                          | 1:07,22 min |           |
| 22   | 2    | 4    | Jenna Strauch         | Australien                     | 1:07,27 min |           |
| 23   | 3    | 8    | Lisa Mamié            | Schweiz                        | 1:07,65 min |           |
| 23   | 4    | 2    | Emma Weber            | Vereinigte Staaten             | 1:07,65 min |           |
| 25   | 3    | 7    | Letitia Sim           | Singapur                       | 1:07,75 min |           |
| 26   | 2    | 3    | Ida Hulkko            | Finnland                       | 1:08,73 min |           |
| 27   | 2    | 5    | Jessica Vall          | Spanien                        | 1:08,78 min |           |
| 28   | 2    | 6    | Kristýna Horská       | Tschechien                     | 1:08,96 min |           |
| 29   | 2    | 2    | Stefania Gómez        | Kolumbien                      | 1:09,16 min |           |
| 30   | 2    | 7    | Emily Santos          | Panama                         | 1:09,94 min |           |
| 31   | 2    | 1    | Lynn el-Hajj          | Libanon                        | 1:10,27 min |           |
| 32   | 2    | 8    | Lanihei Connolly      | Cookinseln                     | 1:10,45 min |           |
| 33   | 1    | 4    | Tan Rouxin            | Malaysia                       | 1:12,50 min |           |
| 34   | 1    | 5    | Imane Houda el-Barodi | Marokko                        | 1:14,57 min |           |
| 35   | 1    | 3    | Ellie Shaw            | Antigua und Barbuda            | 1:14,78 min |           |
| 36   | 1    | 6    | Aminata Barrow        | Gambia                         | 1:15,12 min |           |
| 37   | 1    | 2    | Lara Dashti           | Kuwait                         | 1:15,67 min |           |

## Halbfinale
Die 8 schnellsten Athletinnen aus beiden Läufen qualifizierten sich für das Finale.
| Rang | Lauf | Bahn | Athletin            | Nation                         | Zeit        | Anmerkung |
| ---- | ---- | ---- | ------------------- | ------------------------------ | ----------- | --------- |
| 1    | 2    | 4    | Tatjana Smith       | Südafrika                      | 1:05,00 min | Q         |
| 2    | 2    | 5    | Mona McSharry       | Irland                         | 1:05,51 min | Q, NR     |
| 3    | 2    | 3    | Lilly King          | Vereinigte Staaten             | 1:05,64 min | Q         |
| 4    | 1    | 4    | Tang Qianting       | China                          | 1:05,83 min | Q         |
| 5    | 1    | 2    | Alina Smuschka      | Individuelle Neutrale Athleten | 1:05,93 min | Q, NR     |
| 6    | 2    | 7    | Angharad Evans      | Großbritannien                 | 1:05,99 min | Q         |
| 7    | 1    | 3    | Benedetta Pilato    | Italien                        | 1:06,12 min | Q         |
| 8    | 2    | 6    | Eneli Jefimova      | Estland                        | 1:06,23 min | Q         |
| 9    | 1    | 6    | Lisa Angiolini      | Italien                        | 1:06,39 min |           |
| 10   | 2    | 1    | Tes Schouten        | Niederlande                    | 1:06,56 min |           |
| 11   | 2    | 2    | Rūta Meilutytė      | Litauen                        | 1:06,89 min |           |
| 12   | 1    | 5    | Satomi Suzuki       | Japan                          | 1:06,90 min |           |
| 13   | 1    | 7    | Sophie Hansson      | Schweden                       | 1:06,96 min |           |
| 14   | 1    | 8    | Yang Chang          | China                          | 1:07,20 min |           |
| 15   | 2    | 8    | Macarena Ceballos   | Argentinien                    | 1:07,31 min |           |
| 16   | 1    | 1    | Kotryna Teterevkova | Litauen                        | 1:07,48 min |           |

## Finale
| Rang | Bahn | Athletin         | Nation                         | Zeit        | Anmerkung |
| ---- | ---- | ---------------- | ------------------------------ | ----------- | --------- |
| 1    | 4    | Tatjana Smith    | Südafrika                      | 1:05,28 min |           |
| 2    | 6    | Tang Qianting    | China                          | 1:05,54 min |           |
| 3    | 5    | Mona McSharry    | Irland                         | 1:05,59 min |           |
| 4    | 1    | Benedetta Pilato | Italien                        | 1:05,60 min |           |
| 4    | 3    | Lilly King       | Vereinigte Staaten             | 1:05,60 min |           |
| 6    | 7    | Angharad Evans   | Großbritannien                 | 1:05,85 min |           |
| 7    | 8    | Eneli Jefimova   | Estland                        | 1:06,50 min |           |
| 8    | 2    | Alina Smuschka   | Individuelle Neutrale Athleten | 1:06,54 min |           |